# Pomnik Karla von Holteia
Pomnik Karla von Holteia – niezachowane popiersie przedstawiające Karla von Holteia, które znajdowało się Wzgórzu Polskim (dawniej Bastion Ceglarski, zwany też Wzgórzem Holteia) we Wrocławiu. 

## Historia
Pomnik von Holteia autorstwa Alberta Rachnera został  wybudowany w 1882 roku, a jego odsłonięcie nastąpiło 24 stycznia 1882 r. Fundatorem pomnika byli przyjaciele poety. 

## Projekt i wymowa
Popiersie wykonane było z brązu ustawione na granitowej kolumnie i przedstawiające Karla von Holteia, jako dojrzałego mężczyznę o natchnionym obliczu. 